# Judge Dredd
Judge Dredd (Brasil: O Juiz / Portugal: A Lei de Dredd) é um filme de ação e ficção científica norte-americano de 1995, dirigido por Danny Cannon e estrelado por Sylvester Stallone, Diane Lane, Rob Schneider, Armand Assante, e Max von Sydow. É baseado no personagem de mesmo nome das histórias em quadrinhos da 2000 AD de John Wagner e Carlos Ezquerra, com roteiro de William Wisher, Jr. e Michael De Luca. Foi uma decepção crítica e comercial.

## Sinopse

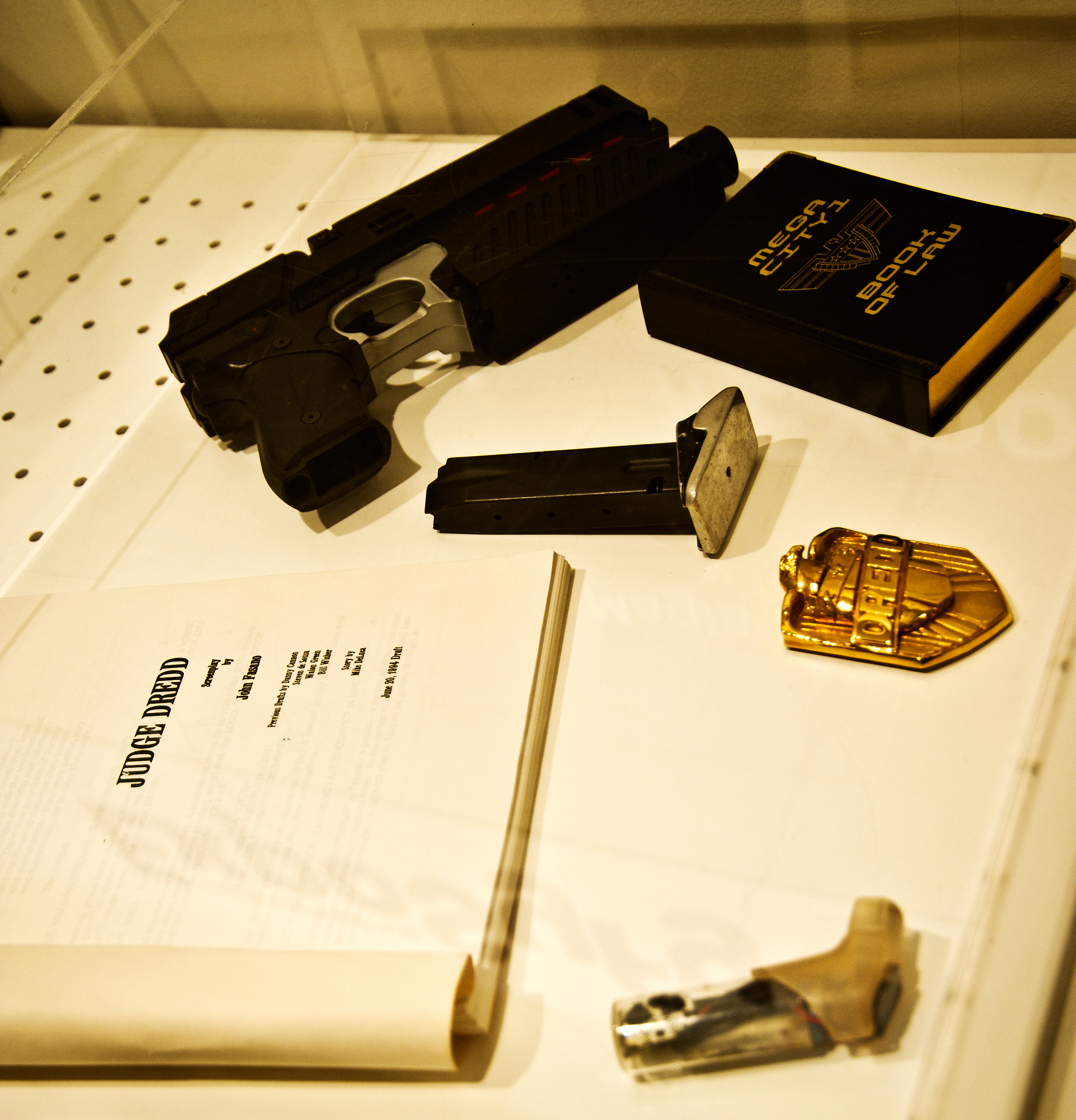
Itens sobre o filme

Em 2139, o mundo entrou em colapso total, o clima, os países, mudaram de forma tão drástica que o mundo acabou se tornando um deserto desolado, que ficou conhecido como "A Terra Maldita". As pessoas vivem em "Megacidades", grupos de gangues selvagens surgem nessas cidades, o sistema judicial não consegue controlá-los, entrando em colapso. Entram em cena os chamados "Juízes", que tomam o papel de juiz, júri e carrasco, o mais temido e famoso de todos conhecido como Dredd (Sylvester Stallone) é acusado de um assassinato que não cometeu e tenta provar sua inocência, e no meio disso tudo, descobre que por trás de sua prisão injusta, há um plano diabólico acontecendo.

## Elenco
| Actor               | Papel                 |
| ------------------- | --------------------- |
| Sylvester Stallone  | Judge Joseph Dredd    |
| Diane Lane          | Judge Hershey         |
| Armand Assante      | Rico                  |
| Rob Schneider       | Herman Ferguson       |
| Jürgen Prochnow     | Judge Griffin         |
| Max von Sydow       | Chief Justice Fargo   |
| Joan Chen           | Ilsa Hayden           |
| Joanna Miles        | Judge Evelyn McGruder |
| Balthazar Getty     | Olmeyer               |
| Maurice Roëves      | Warden Miller         |
| Ian Dury            | Geiger                |
| Christopher Adamson | Mean Machine          |
| Ewen Bremner        | Junior Angel          |
| Peter Marinker      | Judge Esposito        |
| Angus MacInnes      | Judge Silver          |
| Louise Delamere     | Locker judge          |
| Phil Smeeton        | Link Angel            |
| Steve Toussaint     | Hunter squad leader   |
| Bradley Lavelle     | Chief Judge Hunter    |
| James Earl Jones    | Narrador              |
| James Remar         | Block Warlord         |

## Produção
Os figurinos usados no filme foram desenhados por Gianni Versace.
Compositor David Arnold foi originalmente criado para a trilha sonora do filme, tendo colaborado com o diretor Danny Cannon em seu filme anterior The Young Americans. Eventualmente, Arnold foi substituído pelo compositor veterano Jerry Goldsmith, mas como datas de pós-produção caiu mais e mais para trás, Goldsmith foi forçado a desistir do projeto, bem como, devido a compromissos anteriores para fazer a trilha sonora de outros filmes (First Knight e Congo). Antes de sair do projeto, Goldsmith compôs e gravou um pequeno pedaço da trilha sonora que viria a ser usado para trailers do filme e campanhas publicitárias. No final, Alan Silvestri foi escolhido como o novo compositor e iria fazer a trilha sonora no final do filme. A canção dos créditos finais do filme "Dredd Song", foi escrito e realizado pela banda inglesa de rock alternativo The Cure. A canção aparece no box set de três discos de suas raridades de 2004 Join the Dots: B-Sides & Rarities 1978–2001 (The Fiction Years), bem como no álbum da trilha sonora do filme. A música "Judge Yr'self" pelos Manic Street Preachers foi para originalmente estar na trilha sonora. Seu guitarrista Richey Edwards desapareceu no início de 1995, e desde que a música foi o último escrito com ele na banda, que nunca chegou à lista final da trilha sonora. A canção não foi lançado até 2003, quando a banda lançou Lipstick Traces (A Secret History of Manic Street Preachers).
Filmagens: as primeiras gravaçoes ocorreram no dia 1 de agosto de 1994 e chegou ao fim em 18 de novembro.

## Recepção
O filme recebeu críticas negativas após a sua libertação. Website Rotten Tomatoes dá ao filme uma pontuação de 18% com base em comentários de 51 críticos, com uma classificação média de 3.7/10; consenso crítico do site é "Judge Dredd quer ser tanto um filme de ação violenta legítimo e uma paródia de um, mas o diretor Danny Cannon não consegue encontrar o equilíbrio necessário para fazer o trabalho".

### Bilheteria
O filme foi considerado um fracasso nos Estados Unidos, uma vez que arrecadou apenas $34.7 milhões nas bilheterias nacionais norte-americanas. Ele fez um melhor nível internacional, com mais de $78.8 milhões em todo o mundo atingindo um total de $113.5 milhões em todo o mundo.

### Prêmios
Judge Dredd ganhou uma nomeação para o Framboesa de Ouro para Sylvester Stallone como Pior Ator.[carece de fontes?]

### A visão de Stallone do filme
Treze anos após o lançamento do Juiz Dredd, Sylvester Stallone discutiu seus sentimentos sobre o filme em uma edição da revista Uncut em 2008:
 Eu amei essa propriedade quando o li, porque levou um gênero que eu amo, o que você poderia chamar de "filme de ação moralidade" e fez dela um pouco mais sofisticado. Ele teve conotação política. Mostrou como se não frear a forma como gerimos o nosso sistema judicial, a polícia pode acabar correndo nossas vidas. Tratava-se de governos arcaicas; tratava-se de clonagem e todos os tipos de coisas que poderiam acontecer no futuro. Ele também era maior do que qualquer filme que eu fiz em sua estatura física e a forma como ele foi concebido. Todas as pessoas foram diminuídos pelo sistema e da arquitetura; mostra como os seres humanos poderiam ser insignificantes no futuro. Há muita ação no filme e algumas grandes atuações, também. Não era bolas para a parede. Mas eu olhar para trás em Judge Dredd como uma oportunidade real perdida. Parecia que muitos fãs tiveram um problema com Dredd removendo seu capacete, porque ele nunca faz nos quadrinhos. Mas para mim é mais sobre o desperdício de potencial tão grande que havia nessa ideia; só acho que de todas as oportunidades que estavam fazendo coisas interessantes com as cenas Terra Maldita. Ele não fez jus ao que poderia ter sido. Ele provavelmente deve ter sido muito mais cômico, muito bem-humorado e divertido. O que eu aprendi fora dessa experiência foi que não deveria ter tentado fazê-lo Hamlet; é mais Hamlet e Ovos...

### A visão de Wagner do filme
John Wagner, o criador do personagem de quadrinhos em que foi baseado o filme, disse ao ser entrevistado pela Empire em 2012:. "a história não tinha nada a ver com o Juiz Dredd, e Juiz Dredd não era realmente Juiz Dredd.".
Em entrevista à Total Film, ele disse que o filme "tentou fazer demais" e "contou a história errada".

### A visão de Cannon
O diretor Danny Cannon teve tantos problemas com o ator Sylvester Stallone durante as filmagens que declarou que nunca mais trabalharia com uma grande estrela de Hollywood em um filme. E, até o momento, tem cumprido a promessa, o diretor declarou ainda que o resultado final de Judge Dredd é totalmente diferente do roteiro original, de tantas que foram as interferências que Stallone fez.

## Romances e romance gráfico
Dois romances e um romance gráfico foram baseados no filme:
- Judge Dredd por Neal Barrett, Jr. (Junho de 1995, 250 páginas, St Martins, ISBN 0-312-95628-2)[10]
- Judge Dredd: The Junior Novelisation por Graham Marks (Maio de 1995, 142 páginas, Boxtree, ISBN 0-7522-0671-0)
- Judge Dredd: Official Movie Adaptation por Andrew Helfer e Carlos Ezquerra (Junho de 1995, 64 páginas, DC Comics, ISBN 1-56389-245-6)

## Música
O trailer tinha música especialmente composta por Jerry Goldsmith, que originalmente tinha sido anexado ao marcar o filme; a música do filme foi composta e conduzida por Alan Silvestri com a Sinfonia de Londres. O álbum da trilha sonora foi lançado pela Epic Records; Faixas de Silvestri estão em negrito, com as músicas em itálico apenas no lançamento no Reino Unido.
1. Dredd Song - The Cure (4:23)
2. Darkness Falls - The The (3:44)
3. Super-Charger Heaven - White Zombie (3:37)
4. Need-Fire - Cocteau Twins (4:20)
5. Release the Pressure - Leftfield (7:39)
6. Time - Ryo Saka (4:42)
7. You Come Closer - Worldbeaters com Youssou N'Dour (4:37)
8. Judge Dredd Main Theme (4:56)
9. Judgement Day (5:54)
10. Block War (4:39)
11. We Created You (3:46)
12. Council Chaos (5:44)
13. Angel Family (5:37)
14. New World (9:13)